# Llista de festes d'interés turístic del País Valencià
Les festes d'interés turístic regulades pel País Valencià són festes valencianes que estan declarades en les modalitats de festes d'interès internacional, nacional, autonòmic, provincial i local, a més de les festes d'interès turístic declarades abans del 2006.

## Festes d'interès turístic internacional
| Nom                                            | Data                                     | Localització                                                          | Declaració | Identificador | Imatge |
| ---------------------------------------------- | ---------------------------------------- | --------------------------------------------------------------------- | ---------- | ------------- | --- |
| Festes de la Magdalena                         | A partir del tercer dissabte de Quaresma | Castelló de la Plana 39° 58′ 00″ N, 0° 03′ 00″ O / 39.966667°N,0.05°O | 1965       | Q8961628      | Festes de la Magdalena · Vegeu més fotos d'aquest monument · Carregueu una nova foto d'aquest monument        |
| Falles de Sant Josep                           | Del 15 al 19 de març                     | València 39° 28′ 00″ N, 0° 22′ 30″ O / 39.466667°N,0.375°O            | 1965       | Q1143768      | Falles de Sant Josep · Vegeu més fotos d'aquest monument · Carregueu una nova foto d'aquest monument          |
| Processó del Diumenge de Rams                  | Diumenge de Rams                         | Elx 38° 16′ 01″ N, 0° 41′ 54″ O / 38.266944°N,0.698333°O              | 1997       | Q3327994      | Processó del Diumenge de Rams · Vegeu més fotos d'aquest monument · Carregueu una nova foto d'aquest monument |
| Setmana Santa                                  | Setmana Santa                            | Oriola 38° 05′ 08″ N, 0° 56′ 49″ O / 38.085556°N,0.946944°O           | 2010       | Q6124571      | Setmana Santa · Vegeu més fotos d'aquest monument · Carregueu una nova foto d'aquest monument                 |
| Setmana Santa                                  | Setmana Santa                            | Crevillent 38° 14′ 55″ N, 0° 48′ 32″ O / 38.248611°N,0.808889°O       | 2011       | Q23046683     | Carregueu una nova foto d'aquest monument                                                                     |
| Festes de Moros i Cristians                    | Del 22 al 24 d'abril                     | Alcoi 38° 41′ 54″ N, 0° 28′ 25″ O / 38.698333°N,0.473611°O            | 1965       | Q5650710      | Festes de Moros i Cristians · Vegeu més fotos d'aquest monument · Carregueu una nova foto d'aquest monument   |
| Fogueres de Sant Joan                          | Del 20 al 24 de juny                     | Alacant 38° 20′ 43″ N, 0° 28′ 59″ O / 38.345278°N,0.483056°O          | 1983       | Q1236370      | Fogueres de Sant Joan · Vegeu més fotos d'aquest monument · Carregueu una nova foto d'aquest monument         |
| Certamen Internacional d'Havaneres i Polifonia | Del 22 al 30 de juliol                   | Torrevella 37° 58′ 40″ N, 0° 41′ 00″ O / 37.977778°N,0.683333°O       | 1994       | Q5763483      | Certamen Internacional d'Havaneres i Polifonia · Carregueu una nova foto d'aquest monument                    |
| Moros i Cristians                              | Del 24 al 31 de juliol                   | La Vila Joiosa 38° 30′ 19″ N, 0° 13′ 58″ O / 38.505278°N,0.232778°O   | 2003       | Q16609048     | Moros i Cristians · Vegeu més fotos d'aquest monument · Carregueu una nova foto d'aquest monument             |
| El Misteri d'Elx                               | 14 i 15 d'agost                          | Elx 38° 16′ 01″ N, 0° 41′ 54″ O / 38.266944°N,0.698333°O              | 1965       | Q2115110      | El Misteri d'Elx · Vegeu més fotos d'aquest monument · Carregueu una nova foto d'aquest monument              |
| La Tomatina                                    | Darrer dimecres d'agost                  | Bunyol 39° 25′ 10″ N, 0° 47′ 26″ O / 39.419444°N,0.790556°O           | 2002       | Q827695       | La Tomatina · Vegeu més fotos d'aquest monument · Carregueu una nova foto d'aquest monument                   |
| Entrada de bous i cavalls                      | Segona setmana de setembre               | Sogorb 39° 51′ 07″ N, 0° 29′ 22″ O / 39.851944°N,0.489444°O           | 2005       | Q3397662      | Entrada de bous i cavalls · Vegeu més fotos d'aquest monument · Carregueu una nova foto d'aquest monument     |

## Festes d'interés turístic nacional
| Nom                                                                  | Data                                                | Localització                                                             | Declaració | Identificador | Imatge |
| -------------------------------------------------------------------- | --------------------------------------------------- | ------------------------------------------------------------------------ | ---------- | ------------- | --- |
| Cavalcada dels Reis Mags                                             | 5 de gener                                          | Alcoi 38° 41′ 54″ N, 0° 28′ 25″ O / 38.698333°N,0.473611°O               | 2001       | Q11166489     | Cavalcada dels Reis Mags · Vegeu més fotos d'aquest monument · Carregueu una nova foto d'aquest monument                               |
| Festes de Moros i Cristians                                          | 2 i 3 de febrer                                     | Bocairent 38° 45′ 57″ N, 0° 36′ 46″ O / 38.765833°N,0.612778°O           | 2002       | Q23199390     | Carregueu una nova foto d'aquest monument                                                                                              |
| Les Falles de Sagunt                                                 | Del 14 al 19 de març                                | Sagunt 39° 40′ 35″ N, 0° 16′ 24″ O / 39.676389°N,0.273333°O              | 2013       | Q23648119     | Les Falles de Sagunt · Carregueu una nova foto d'aquest monument                                                                       |
| Falles                                                               | Del 15 al 19 març                                   | Alzira 39° 09′ 00″ N, 0° 26′ 06″ O / 39.15°N,0.435°O                     | 2005       | Q2834310      | Falles · Vegeu més fotos d'aquest monument · Carregueu una nova foto d'aquest monument                                                 |
| Setmana Santa                                                        | Setmana Santa                                       | Alzira 39° 09′ 00″ N, 0° 26′ 06″ O / 39.15°N,0.435°O                     | 1998       | Q6124473      | Setmana Santa · Vegeu més fotos d'aquest monument · Carregueu una nova foto d'aquest monument                                          |
| Setmana Santa Marinera                                               | Setmana Santa                                       | València 39° 28′ 00″ N, 0° 22′ 30″ O / 39.466667°N,0.375°O               | 2001       | Q9075846      | Setmana Santa Marinera · Vegeu més fotos d'aquest monument · Carregueu una nova foto d'aquest monument                                 |
| Setmana Santa                                                        | Setmana Santa                                       | Sagunt 39° 40′ 35″ N, 0° 16′ 24″ O / 39.676389°N,0.273333°O              | 2004       | Q23648134     | Carregueu una nova foto d'aquest monument                                                                                              |
| Festes de Moros i Cristians en honor de Sant Jordi Màrtir            | Del 22 al 25 d'abril                                | Banyeres de Mariola 38° 42′ 57″ N, 0° 39′ 26″ O / 38.715833°N,0.657222°O | 1988       | Q23650037     | Festes de Moros i Cristians en honor de Sant Jordi Màrtir · Carregueu una nova foto d'aquest monument                                  |
| Festes patronals de Sant Vicent Ferrer                               | A partir del dilluns següent al dilluns de Pasqua   | La Vall d'Uixó 39° 49′ 25″ N, 0° 13′ 54″ O / 39.823611°N,0.231667°O      | 2003       | Q8961623      | Carregueu una nova foto d'aquest monument                                                                                              |
| Els Bous a la Mar                                                    | Segona setmana de juliol                            | Dénia 38° 50′ 25″ N, 0° 06′ 31″ E / 38.840278°N,0.108611°E               | 1993       | Q895266       | Els Bous a la Mar · Vegeu més fotos d'aquest monument · Carregueu una nova foto d'aquest monument                                      |
| Escacs Vivents                                                       | Darrer dissabte de juliol                           | Xàbia 38° 47′ 21″ N, 0° 09′ 47″ E / 38.789167°N,0.163056°E               | 2002       | Q23650270     | Carregueu una nova foto d'aquest monument                                                                                              |
| Fira d'Agost                                                         | Agost                                               | Xàtiva 38° 59′ 19″ N, 0° 31′ 09″ O / 38.988611°N,0.519167°O              | 2001       | Q23650272     | Fira d'Agost · Vegeu més fotos d'aquest monument · Carregueu una nova foto d'aquest monument                                           |
| Anunci i el Sexenni                                                  | Tercer diumenge d'agost, cada sis anys              | Morella 40° 37′ 09″ N, 0° 06′ 02″ O / 40.619167°N,0.100556°O             | 2012       | Q9076605      | Anunci i el Sexenni · Vegeu més fotos d'aquest monument · Carregueu una nova foto d'aquest monument                                    |
| Festes de Moros i Cristians                                          | Cap de setmana següent al darrer dijous d'agost     | Ontinyent 38° 49′ 20″ N, 0° 36′ 26″ O / 38.822222°N,0.607222°O           | 2010       | Q23650273     | Festes de Moros i Cristians · Vegeu més fotos d'aquest monument · Carregueu una nova foto d'aquest monument                            |
| Festes Patronals                                                     | Primera setmana després del darrer dissabte d'agost | Sogorb 39° 51′ 07″ N, 0° 29′ 22″ O / 39.851944°N,0.489444°O              | 2006       | Q23650275     | Festes Patronals · Vegeu més fotos d'aquest monument · Carregueu una nova foto d'aquest monument                                       |
| Moros i Cristians                                                    | Del 4 al 9 de setembre                              | Villena 38° 38′ 06″ N, 0° 51′ 57″ O / 38.635°N,0.865833°O                | 2015       | Q9035210      | Moros i Cristians · Vegeu més fotos d'aquest monument · Carregueu una nova foto d'aquest monument                                      |
| Festes patronals en honor de la Mare de Déu d'Ermitana               | 8 de setembre                                       | Peníscola 40° 20′ 58″ N, 0° 21′ 40″ E / 40.349444°N,0.361111°E           | 1997       | Q23615758     | Festes patronals en honor de la Mare de Déu d'Ermitana · Vegeu més fotos d'aquest monument · Carregueu una nova foto d'aquest monument |
| Festes Patronals en honor de la Sagrada Família i el Santíssim Crist | Octubre                                             | La Vall d'Uixó 39° 49′ 25″ N, 0° 13′ 54″ O / 39.823611°N,0.231667°O      | 2004       | Q5861845      | Carregueu una nova foto d'aquest monument                                                                                              |
| Moros i Cristians                                                    | Primer cap de setmana d'octubre                     | Crevillent 38° 14′ 55″ N, 0° 48′ 32″ O / 38.248611°N,0.808889°O          | 2005       | Q23650280     | Carregueu una nova foto d'aquest monument                                                                                              |
| Fira de Tots Sants                                                   | 1 de novembre                                       | Cocentaina 38° 44′ 42″ N, 0° 26′ 26″ O / 38.745°N,0.440556°O             | 2012       | Q8961227      | Fira de Tots Sants · Vegeu més fotos d'aquest monument · Carregueu una nova foto d'aquest monument                                     |

## Festes d'interés turístic
Altres festes que van ser declarades d'interés turístic abans de la publicació de l'Ordre del 2006 per la que es regula la declaració de festes d'interés turístic nacional i internacional.
| Nom                                                          | Data                                               | Localització                                                             | Declaració | Identificador | Imatge |
| ------------------------------------------------------------ | -------------------------------------------------- | ------------------------------------------------------------------------ | ---------- | ------------- | --- |
| Falles                                                       | Del 15 al 19 de març                               | Gandia 38° 58′ 00″ N, 0° 10′ 56″ O / 38.966667°N,0.182222°O              | 1984       | Q23653026     | Falles · Vegeu més fotos d'aquest monument · Carregueu una nova foto d'aquest monument                                                       |
| La Passió                                                    | Quaresma                                           | Callosa de Segura 38° 07′ 21″ N, 0° 52′ 47″ O / 38.1225°N,0.879722°O     | 1984       | Q23653030     | La Passió · Vegeu més fotos d'aquest monument · Carregueu una nova foto d'aquest monument                                                    |
| Misteri de la Passió                                         | Setmana Santa                                      | Montcada 39° 32′ 00″ N, 0° 23′ 00″ O / 39.533333°N,0.383333°O            | 1967       | Q16630075     | Carregueu una nova foto d'aquest monument |
| Setmana Santa                                                | Setmana Santa                                      | Gandia 38° 58′ 00″ N, 0° 10′ 56″ O / 38.966667°N,0.182222°O              | 1983       | Q6124525      | Carregueu una nova foto d'aquest monument |
| Festes hispanoàrabs en honor de Sant Bonifaci                | Cap de setmana més proper al 14 de maig            | Petrer 38° 29′ 00″ N, 0° 46′ 00″ O / 38.483333°N,0.766667°O              | 1966       | Q6024340      | Carregueu una nova foto d'aquest monument |
| Moros i Cristians                                            | Darrera setmana de maig                            | Elda 38° 28′ 23″ N, 0° 47′ 51″ O / 38.473056°N,0.7975°O                  | 1981       | Q9035209      | Moros i Cristians · Vegeu més fotos d'aquest monument · Carregueu una nova foto d'aquest monument                                            |
| Moros i Cristians en honor de Sant Hipòlit                   | Segon cap de setmana d'agost                       | Cocentaina 38° 44′ 42″ N, 0° 26′ 26″ O / 38.745°N,0.440556°O             | 1985       | Q23653034     | Moros i Cristians en honor de Sant Hipòlit · Vegeu més fotos d'aquest monument · Carregueu una nova foto d'aquest monument                   |
| Danses                                                       | 15 d'agost                                         | Guadassuar 39° 11′ 00″ N, 0° 28′ 41″ O / 39.183333°N,0.478056°O          | 1985       | Q19810537     | Danses · Vegeu més fotos d'aquest monument · Carregueu una nova foto d'aquest monument                                                       |
| Fira i Festes de la Verema                                   | Darrera setmana d'agost i primera de setembre      | Requena 39° 29′ 19″ N, 1° 06′ 08″ O / 39.488611°N,1.102222°O             | 1966       | Q21003051     | Fira i Festes de la Verema · Vegeu més fotos d'aquest monument · Carregueu una nova foto d'aquest monument                                   |
| Festes de Moros i Cristians                                  | Darrer cap de setmana d'agost i primer de setembre | L'Olleria 38° 54′ 51″ N, 0° 32′ 58″ O / 38.914167°N,0.549444°O           | 1985       | Q23653037     | Carregueu una nova foto d'aquest monument |
| Festa de l'Arròs                                             | 6 de setembre                                      | Sueca 39° 12′ 09″ N, 0° 18′ 40″ O / 39.2025°N,0.311111°O                 | 1966       | Q23653039     | Festa de l'Arròs · Vegeu més fotos d'aquest monument · Carregueu una nova foto d'aquest monument                                             |
| Festa de la Mare de Déu de la Salut                          | 7 i 8 de setembre                                  | Algemesí 39° 11′ 23″ N, 0° 26′ 16″ O / 39.189722°N,0.437778°O            | 1977       | Q3290365      | Festa de la Mare de Déu de la Salut · Vegeu més fotos d'aquest monument · Carregueu una nova foto d'aquest monument                          |
| Moros i Cristians en honor de la Mare de Déu de les Injúries | Segon cap de setmana d'octubre                     | Callosa d'en Sarrià 38° 39′ 05″ N, 0° 07′ 22″ O / 38.651389°N,0.122778°O | 1984       | Q23653040     | Moros i Cristians en honor de la Mare de Déu de les Injúries · Vegeu més fotos d'aquest monument · Carregueu una nova foto d'aquest monument |

## Festes d'interés turístic autonòmic[1]
| Nom                                                        | Data                                                                                         | Localització                                                                    | Declaració | Identificador | Imatge |
| ---------------------------------------------------------- | -------------------------------------------------------------------------------------------- | ------------------------------------------------------------------------------- | ---------- | ------------- | --- |
| Festes en honor de Sant Antoni Abat                        | Del 16 al 18 de gener                                                                        | Canals 38° 57′ 13″ N, 0° 35′ 05″ O / 38.953611°N,0.584722°O                     | 2008       | Q23662785     | Festes en honor de Sant Antoni Abat · Vegeu més fotos d'aquest monument · Carregueu una nova foto d'aquest monument                     |
| Festes de Sant Antoni, Santantonà del Forcall              | 17 de gener                                                                                  | el Forcall 40° 38′ 46″ N, 0° 11′ 58″ O / 40.646111°N,0.199444°O                 | 2007       | Q23662787     | Festes de Sant Antoni, Santantonà del Forcall · Vegeu més fotos d'aquest monument · Carregueu una nova foto d'aquest monument           |
| Festa de la Carxofa de Benicarló                           | Final de gener                                                                               | Benicarló 40° 25′ 07″ N, 0° 25′ 23″ E / 40.418611°N,0.423056°E                  | 2014       | Q23662792     | Carregueu una nova foto d'aquest monument                                                                                               |
| Mostra de l'Embotit Artesà i de Qualitat                   | Entre el 6 i el 8 de febrer                                                                  | Requena 39° 29′ 19″ N, 1° 06′ 08″ O / 39.488611°N,1.102222°O                    | 2009       | Q23662795     | Mostra de l'Embotit Artesà i de Qualitat · Carregueu una nova foto d'aquest monument                                                    |
| Carnestoltes                                               | Carnaval                                                                                     | Vinaròs 40° 28′ 00″ N, 0° 28′ 00″ E / 40.466667°N,0.466667°E                    | 2007       | Q5752918      | Carnestoltes · Vegeu més fotos d'aquest monument · Carregueu una nova foto d'aquest monument                                            |
| Falles                                                     | Del 15 al 19 de març                                                                         | Xàtiva 38° 59′ 19″ N, 0° 31′ 09″ O / 38.988611°N,0.519167°O                     | 2009       | Q23662803     | Carregueu una nova foto d'aquest monument                                                                                               |
| Falles                                                     | Del 15 al 19 de març                                                                         | Benicarló 40° 25′ 07″ N, 0° 25′ 23″ E / 40.418611°N,0.423056°E                  | 2014       | Q12175050     | Falles · Vegeu més fotos d'aquest monument · Carregueu una nova foto d'aquest monument                                                  |
| Falles                                                     | Del 15 al 19 de març                                                                         | Torrent 39° 26′ 12″ N, 0° 28′ 04″ O / 39.436667°N,0.467778°O                    | 2015       | Q5855501      | Falles · Vegeu més fotos d'aquest monument · Carregueu una nova foto d'aquest monument                                                  |
| Setmana Santa                                              | Setmana Santa                                                                                | Alacant 38° 20′ 43″ N, 0° 28′ 59″ O / 38.345278°N,0.483056°O                    | 2009       | Q3944557      | Carregueu una nova foto d'aquest monument                                                                                               |
| Setmana Santa                                              | Setmana Santa                                                                                | Torrent 39° 26′ 12″ N, 0° 28′ 04″ O / 39.436667°N,0.467778°O                    | 2009       | Q21595880     | Setmana Santa · Vegeu més fotos d'aquest monument · Carregueu una nova foto d'aquest monument                                           |
| Setmana Santa                                              | Setmana Santa                                                                                | Vinaròs 40° 28′ 00″ N, 0° 28′ 00″ E / 40.466667°N,0.466667°E                    | 2013       | Q23662810     | Carregueu una nova foto d'aquest monument                                                                                               |
| Festa de la Rompuda de l'Hora                              | Divendres Sant                                                                               | L'Alcora 40° 04′ 28″ N, 0° 12′ 50″ O / 40.074444°N,0.213889°O                   | 2016       | Q28845790     | Carregueu una nova foto d'aquest monument                                                                                               |
| Festa a la Mare de Déu del Castell                         | Dissabte després de Pasqua                                                                   | Cullera 39° 09′ 58″ N, 0° 15′ 10″ O / 39.166111°N,0.252778°O                    | 2009       | Q23662817     | Carregueu una nova foto d'aquest monument                                                                                               |
| Festes de Sant Pere                                        | 29 de juny                                                                                   | Grau de Castelló 39° 57′ 00″ N, 0° 01′ 00″ O / 39.95°N,0.016667°O               | 2010       | Q5861853      | Carregueu una nova foto d'aquest monument                                                                                               |
| Festival de Cine                                           | Juliol                                                                                       | L'Alfàs del Pi 38° 34′ 46″ N, 0° 06′ 07″ O / 38.579444°N,0.101944°O             | 2009       | Q19714552     | Carregueu una nova foto d'aquest monument                                                                                               |
| Cavalcada de la Ceràmica i Festa de la Ceràmica            | 18 de juliol                                                                                 | Manises 39° 29′ 00″ N, 0° 27′ 00″ O / 39.483333°N,0.45°O                        | 2008       | Q23662831     | Carregueu una nova foto d'aquest monument                                                                                               |
| Moros i Cristians                                          | Tercera setmana de juliol                                                                    | Oriola 38° 05′ 08″ N, 0° 56′ 49″ O / 38.085556°N,0.946944°O                     | 2010       | Q6024337      | Carregueu una nova foto d'aquest monument                                                                                               |
| Moros i Cristians                                          | Segona quinzena de juliol                                                                    | Oliva 38° 55′ 10″ N, 0° 07′ 16″ O / 38.919444°N,0.121111°O                      | 2008       | Q23662838     | Moros i Cristians · Vegeu més fotos d'aquest monument · Carregueu una nova foto d'aquest monument                                       |
| Moros i Cristians en honor de Sant Jaume                   | Dos últimes setmanes de juliol                                                               | Guardamar del Segura 38° 05′ 23″ N, 0° 39′ 18″ O / 38.089722°N,0.655°O          | 2011       | Q23662846     | Carregueu una nova foto d'aquest monument                                                                                               |
| Romeria i festes en honor de la Mare de Déu de les Neus    | Del 7 al 10 d'agost dels anys parells, coincidint amb les festes de Moros i Cristians d'Asp. | Asp i el Fondó de les Neus 38° 20′ 45″ N, 0° 46′ 08″ O / 38.345833°N,0.768889°O | 2015       | Q23662852     | Romeria i festes en honor de la Mare de Déu de les Neus · Vegeu més fotos d'aquest monument · Carregueu una nova foto d'aquest monument |
| Festa de les Alfàbegues a la Mare de Déu d'Agost           | Del 12 al 22 d'agost                                                                         | Bétera 39° 35′ 32″ N, 0° 27′ 45″ O / 39.592222°N,0.4625°O                       | 2007       | Q23662860     | Festa de les Alfàbegues a la Mare de Déu d'Agost · Vegeu més fotos d'aquest monument · Carregueu una nova foto d'aquest monument        |
| Nit de l'Albà                                              | 13 d'agost                                                                                   | Elx 38° 16′ 01″ N, 0° 41′ 54″ O / 38.266944°N,0.698333°O                        | 2014       | Q5789882      | Nit de l'Albà · Vegeu més fotos d'aquest monument · Carregueu una nova foto d'aquest monument                                           |
| El Castell de l'Olla                                       | Segon dissabte d'agost                                                                       | Altea 38° 36′ 00″ N, 0° 02′ 56″ O / 38.6°N,0.048889°O                           | 2007       | Q23662866     | Carregueu una nova foto d'aquest monument                                                                                               |
| Concert Mano a Mano                                        | Mitjà agost                                                                                  | Bunyol 39° 25′ 10″ N, 0° 47′ 26″ O / 39.419444°N,0.790556°O                     | 2014       | Q23662872     | Carregueu una nova foto d'aquest monument                                                                                               |
| Cordà de Paterna                                           | Darrer diumenge d'agost                                                                      | Paterna 39° 30′ 10″ N, 0° 26′ 26″ O / 39.502778°N,0.440556°O                    | 2007       | Q5963001      | Cordà de Paterna · Vegeu més fotos d'aquest monument · Carregueu una nova foto d'aquest monument                                        |
| Sant Gil                                                   | 1 de setembre                                                                                | Énguera 38° 58′ 49″ N, 0° 41′ 21″ O / 38.980278°N,0.689167°O                    | 2015       | Q23662884     | Carregueu una nova foto d'aquest monument                                                                                               |
| Festa de Moros i Cristians                                 | 9 dies després del primer dimecres de setembre                                               | Ibi 38° 37′ 38″ N, 0° 34′ 31″ O / 38.627222°N,0.575278°O                        | 2016       | Q23663086     | Festa de Moros i Cristians · Vegeu més fotos d'aquest monument · Carregueu una nova foto d'aquest monument                              |
| El Primer Tall de la Mel                                   | Principi d'octubre                                                                           | Aiora 39° 03′ 33″ N, 1° 03′ 27″ O / 39.059167°N,1.0575°O                        | 2016       | Q23663395     | El Primer Tall de la Mel · Vegeu més fotos d'aquest monument · Carregueu una nova foto d'aquest monument                                |
| Moros i Cristians                                          | Segona quinzena d'octubre                                                                    | Calp 38° 38′ 42″ N, 0° 02′ 39″ E / 38.645°N,0.044167°E                          | 2013       | Q23662892     | Carregueu una nova foto d'aquest monument                                                                                               |
| Escenificació de la troballa de la Mare de Déu del Sufragi | Segon dissabte de novembre                                                                   | Benidorm 38° 32′ 03″ N, 0° 07′ 53″ O / 38.534167°N,0.131389°O                   | 2015       | Q23662900     | Carregueu una nova foto d'aquest monument                                                                                               |
| Fira de la Puríssima                                       | Del 6 al 8 de desembre                                                                       | Sogorb 39° 51′ 07″ N, 0° 29′ 22″ O / 39.851944°N,0.489444°O                     | 2014       | Q23662908     | Carregueu una nova foto d'aquest monument                                                                                               |
| Festes d'Hivern                                            | Del 13 de desembre al 6 de gener                                                             | Ibi 38° 37′ 38″ N, 0° 34′ 31″ O / 38.627222°N,0.575278°O                        | 2009       | Q8961627      | Festes d'Hivern · Vegeu més fotos d'aquest monument · Carregueu una nova foto d'aquest monument                                         |

## Festes d'interés turístic provincial

### Alacant
| Nom                                                                       | Data                                | Localització                                                                           | Declaració | Identificador | Imatge |
| ------------------------------------------------------------------------- | ----------------------------------- | -------------------------------------------------------------------------------------- | ---------- | ------------- | --- |
| Mercat setmanal d'Almoradí                                                | Dissabte                            | Plaça de la Constitució, Almoradí 38° 06′ 21″ N, 0° 47′ 24″ O / 38.105892°N,0.789943°O | 2010       | Q23662920     | Carregueu una nova foto d'aquest monument |
| Representació teatral de l'acte sacramental dels Reis Maigs de la Canyada | 4, 5 i 6 de gener                   | La Canyada 38° 40′ 30″ N, 0° 48′ 37″ O / 38.675°N,0.810278°O                           | 2013       | Q23662928     | Carregueu una nova foto d'aquest monument |
| Misteri dels Reis Maigs                                                   | 5 de gener                          | Gata de Gorgos 38° 46′ 29″ N, 0° 05′ 07″ E / 38.774722°N,0.085278°E                    | 2015       | Q23662940     | Carregueu una nova foto d'aquest monument |
| Moros i Cristians                                                         | De l'1 al 5 de febrer               | Saix 38° 32′ 22″ N, 0° 48′ 58″ O / 38.539444°N,0.816111°O                              | 2013       | Q6024342      | Moros i Cristians · Vegeu més fotos d'aquest monument · Carregueu una nova foto d'aquest monument                                                      |
| Romeria de Santa Àgueda                                                   | Del 4 al 6 de febrer                | Catral 38° 09′ 34″ N, 0° 48′ 18″ O / 38.159444°N,0.805°O                               | 2013       | Q23662950     | Carregueu una nova foto d'aquest monument |
| Carnestoltes                                                              | Carnaval                            | Torrevella 37° 58′ 40″ N, 0° 41′ 00″ O / 37.977778°N,0.683333°O                        | 2012       | Q23662957     | Carnestoltes · Vegeu més fotos d'aquest monument · Carregueu una nova foto d'aquest monument                                                           |
| Festa de la Jira del Dijous Llarder                                       | Dijous Llarder                      | Asp 38° 20′ 45″ N, 0° 46′ 08″ O / 38.345833°N,0.768889°O                               | 2015       | Q23662966     | Festa de la Jira del Dijous Llarder · Vegeu més fotos d'aquest monument · Carregueu una nova foto d'aquest monument                                    |
| Festes de l'Edat Mitjana en honor de Sant Josep de Villena                | 19 de març                          | Villena 38° 38′ 06″ N, 0° 51′ 57″ O / 38.635°N,0.865833°O                              | 2014       | Q23662974     | Carregueu una nova foto d'aquest monument |
| Setmana Santa                                                             | Setmana Santa                       | Asp 38° 20′ 45″ N, 0° 46′ 08″ O / 38.345833°N,0.768889°O                               | 2008       | Q21596868     | Setmana Santa · Vegeu més fotos d'aquest monument · Carregueu una nova foto d'aquest monument                                                          |
| Callosa de Segura                                                         | Setmana Santa                       | Callosa de Segura 38° 07′ 21″ N, 0° 52′ 47″ O / 38.1225°N,0.879722°O                   | 2011       | Q23662985     | Callosa de Segura · Vegeu més fotos d'aquest monument · Carregueu una nova foto d'aquest monument                                                      |
| Setmana Santa                                                             | Setmana Santa                       | Torrevella 37° 58′ 40″ N, 0° 41′ 00″ O / 37.977778°N,0.683333°O                        | 2011       | Q23662993     | Carregueu una nova foto d'aquest monument |
| La Passió                                                                 | Setmana Santa                       | Elx 38° 16′ 01″ N, 0° 41′ 54″ O / 38.266944°N,0.698333°O                               | 2015       | Q23663615     | Vegeu més fotos d'aquest monument · Carregueu una nova foto d'aquest monument                                                                          |
| Festes patronals i de Moros i Cristians en honor de Sant Vicent Ferrer    | Dilluns de Pasqua                   | Sant Vicent del Raspeig 38° 23′ 47″ N, 0° 31′ 31″ O / 38.396389°N,0.525278°O           | 2007       | Q23663003     | Festes patronals i de Moros i Cristians en honor de Sant Vicent Ferrer · Vegeu més fotos d'aquest monument · Carregueu una nova foto d'aquest monument |
| Festes de Moros i Cristians                                               | Del 22 al 27 d'abril                | Onil 38° 37′ 46″ N, 0° 40′ 26″ O / 38.629444°N,0.673889°O                              | 2014       | Q23663017     | Carregueu una nova foto d'aquest monument |
| Fira de Maig                                                              | Maig                                | Torrevella 37° 58′ 40″ N, 0° 41′ 00″ O / 37.977778°N,0.683333°O                        | 2012       | Q23663031     | Carregueu una nova foto d'aquest monument |
| Romeria i Fira de Sant Pasqual Bailón                                     | 17 de maig                          | Montfort 38° 22′ 45″ N, 0° 43′ 49″ O / 38.379167°N,0.730278°O                          | 2011       | Q16626119     | Carregueu una nova foto d'aquest monument |
| Moros i Cristians                                                         | Juny/juliol                         | Pego 38° 50′ 35″ N, 0° 07′ 03″ O / 38.843056°N,0.1175°O                                | 2010       | Q23663045     | Moros i Cristians · Vegeu més fotos d'aquest monument · Carregueu una nova foto d'aquest monument                                                      |
| Les Carrosses                                                             | Segon dimecres després de Sant Pere | Dénia 38° 50′ 25″ N, 0° 06′ 31″ E / 38.840278°N,0.108611°E                             | 2007       | Q23663054     | Carregueu una nova foto d'aquest monument |
| Festes de Fogueres i Barraques                                            | Tercera setmana de juliol           | Sant Vicent del Raspeig 38° 23′ 47″ N, 0° 31′ 31″ O / 38.396389°N,0.525278°O           | 2013       | Q23663059     | Festes de Fogueres i Barraques · Vegeu més fotos d'aquest monument · Carregueu una nova foto d'aquest monument                                         |
| Moros i Cristians                                                         | Del 7 al 10 d'agost                 | Asp 38° 20′ 45″ N, 0° 46′ 08″ O / 38.345833°N,0.768889°O                               | 2012       | Q23663065     | Carregueu una nova foto d'aquest monument |
| Romeria de la Mare de Déu dels Lliris a la Font Roja                      | 21 d'agost                          | Alcoi 38° 39′ 54″ N, 0° 32′ 26″ O / 38.665°N,0.540556°O                                | 2010       | Q23663069     | Carregueu una nova foto d'aquest monument |
| Festes de Moros i Cristians                                               | Del 7 al 13 de setembre             | Mutxamel 38° 24′ 49″ N, 0° 26′ 44″ O / 38.413611°N,0.445556°O                          | 2008       | Q23663080     | Carregueu una nova foto d'aquest monument |
| Moros i Cristians                                                         | Octubre                             | Xixona 38° 32′ 21″ N, 0° 30′ 29″ O / 38.539167°N,0.508056°O                            | 2013       | Q23663089     | Carregueu una nova foto d'aquest monument |
| Festes i romeria en honor de la Mare de Déu del Pilar                     | 12 d'octubre                        | Benejússer 38° 04′ 40″ N, 0° 50′ 19″ O / 38.077778°N,0.838611°O                        | 2010       | Q23663092     | Carregueu una nova foto d'aquest monument |
| Festes de Moros i Cristians                                               | 5 de desembre                       | Montfort 38° 22′ 45″ N, 0° 43′ 49″ O / 38.379167°N,0.730278°O                          | 2009       | Q16609045     | Festes de Moros i Cristians · Vegeu més fotos d'aquest monument · Carregueu una nova foto d'aquest monument                                            |

### Castelló
| Nom                                                          | Data                                              | Localització                                                            | Declaració | Identificador | Imatge                                                                                                 |
| ------------------------------------------------------------ | ------------------------------------------------- | ----------------------------------------------------------------------- | ---------- | ------------- | --- |
| Festa dels Reis                                              | 5 de gener                                        | Vila-real 39° 56′ 16″ N, 0° 06′ 05″ O / 39.937778°N,0.101389°O          | 2014       | Q23663100     | Festa dels Reis · Vegeu més fotos d'aquest monument · Carregueu una nova foto d'aquest monument        |
| Festa i Fira de Sant Antoni Abat                             | 16 i 17 de gener                                  | Benicarló 40° 25′ 07″ N, 0° 25′ 23″ E / 40.418611°N,0.423056°E          | 2011       | Q23663113     | Carregueu una nova foto d'aquest monument                                                              |
| Sant Antoni                                                  | Dissabte i diumenge de la setmana del 17 de gener | Vilanova d'Alcolea 40° 13′ 54″ N, 0° 04′ 25″ E / 40.231667°N,0.073611°E | 2015       | Q23663107     | Carregueu una nova foto d'aquest monument                                                              |
| El Dia de les Paelles                                        | 23 de gener                                       | Benicàssim 40° 03′ 19″ N, 0° 03′ 51″ E / 40.055278°N,0.064167°E         | 2007       | Q23663115     | Carregueu una nova foto d'aquest monument                                                              |
| La Font del Vi                                               | 3 de febrer (Sant Blai)                           | Borriana 39° 53′ 22″ N, 0° 05′ 33″ O / 39.889444°N,0.0925°O             | 2010       | Q23663117     | Carregueu una nova foto d'aquest monument                                                              |
| Falles                                                       | Del 15 al 19 març                                 | Borriana 39° 53′ 22″ N, 0° 05′ 33″ O / 39.889444°N,0.0925°O             | 2007       | Q23663119     | Falles · Vegeu més fotos d'aquest monument · Carregueu una nova foto d'aquest monument                 |
| La Passió de Crist                                           | Setmana Santa                                     | Borriol 40° 02′ 32″ N, 0° 04′ 17″ O / 40.042222°N,0.071389°O            | 2015       | Q23663121     | Carregueu una nova foto d'aquest monument                                                              |
| Setmana Santa                                                | Setmana Santa                                     | Castelló de la Plana 39° 58′ 00″ N, 0° 03′ 00″ O / 39.966667°N,0.05°O   | 2015       | Q23663124     | Carregueu una nova foto d'aquest monument                                                              |
| Setmana Santa                                                | Setmana Santa                                     | Vila-real 39° 56′ 16″ N, 0° 06′ 05″ O / 39.937778°N,0.101389°O          | 2009       | Q23663127     | Setmana Santa · Vegeu més fotos d'aquest monument · Carregueu una nova foto d'aquest monument          |
| La Passió                                                    | Dijous Sant                                       | Torreblanca 40° 13′ 14″ N, 0° 11′ 43″ E / 40.220556°N,0.195278°E        | 2013       | Q23663129     | Carregueu una nova foto d'aquest monument                                                              |
| Festa del Rotllo                                             | Dilluns de Pasqua                                 | L'Alcora 40° 04′ 28″ N, 0° 12′ 50″ O / 40.074444°N,0.213889°O           | 2009       | Q23663130     | Carregueu una nova foto d'aquest monument                                                              |
| Ral·li Transbetxí de motocultors                             | Primer dissabte després de Pasqua Florida         | Betxí 39° 55′ 44″ N, 0° 11′ 51″ O / 39.928889°N,0.1975°O                | 2013       | Q6151623      | Carregueu una nova foto d'aquest monument                                                              |
| Romeria d'Altura al Santuari de la Cova Santa                | Darrer diumenge d'abril                           | Altura 39° 51′ 04″ N, 0° 30′ 46″ O / 39.851111°N,0.512778°O             | 2011       | Q23663132     | Carregueu una nova foto d'aquest monument                                                              |
| Encreuaments de Maig                                         | Primer cap de setmana de maig                     | Borriana 39° 53′ 22″ N, 0° 05′ 33″ O / 39.889444°N,0.0925°O             | 2010       | Q23663134     | Carregueu una nova foto d'aquest monument                                                              |
| Les Calderes                                                 | 22 de maig                                        | Almassora 39° 56′ 37″ N, 0° 03′ 49″ O / 39.943611°N,0.063611°O          | 2008       | Q23663138     | Carregueu una nova foto d'aquest monument                                                              |
| L'Acte del desembarcament de Santa Maria Magdalena a Moncofa | Del 21 al 30 de juliol                            | Moncofa 39° 48′ 09″ N, 0° 08′ 02″ O / 39.8025°N,0.133889°O              | 2013       | Q23663140     | Carregueu una nova foto d'aquest monument                                                              |
| Correbous d'Orpesa                                           | 25 de juliol                                      | Orpesa 40° 05′ 32″ N, 0° 08′ 02″ E / 40.092222°N,0.133889°E             | 2013       | Q23663142     | Carregueu una nova foto d'aquest monument                                                              |
| L'Entrà de bous a l'estil Calijó                             | Agost                                             | Càlig 40° 27′ 43″ N, 0° 21′ 18″ E / 40.461944°N,0.355°E                 | 2011       | Q23663145     | Carregueu una nova foto d'aquest monument                                                              |
| Fira                                                         | Setembre                                          | Nules 39° 51′ 09″ N, 0° 09′ 02″ O / 39.8525°N,0.150556°O                | 2013       | Q23663146     | Carregueu una nova foto d'aquest monument                                                              |
| Fira de Santa Caterina                                       | 29 de novembre                                    | Vila-real 39° 56′ 16″ N, 0° 06′ 05″ O / 39.937778°N,0.101389°O          | 2011       | Q23663151     | Fira de Santa Caterina · Vegeu més fotos d'aquest monument · Carregueu una nova foto d'aquest monument |
| Fira de Sant Andreu                                          | Últim cap de setmana de novembre                  | Cabanes 40° 09′ 17″ N, 0° 02′ 43″ E / 40.154722°N,0.045278°E            | 2012       | Q23663154     | Carregueu una nova foto d'aquest monument                                                              |
| Matxà d'Almassora                                            | 16 de gener                                       | Almassora 39° 56′ 37″ N, 0° 03′ 49″ O / 39.943611°N,0.063611°O          | 2018       |               | Carregueu una nova foto d'aquest monument                                                              |

### València
| Nom                                                                     | Data                         | Localització                                                          | Declaració | Identificador | Imatge                                                                                        |
| ----------------------------------------------------------------------- | ---------------------------- | --------------------------------------------------------------------- | ---------- | ------------- | --------------------------------------------------------------------------------------------- |
| Porrat de Sant Blai de Potries                                          | De l'1 al 10 de febrer       | Potries 38° 54′ 55″ N, 0° 12′ 16″ O / 38.915278°N,0.204444°O          | 2007       | Q23663217     | Carregueu una nova foto d'aquest monument                                                     |
| Setmana Santa                                                           | Setmana Santa                | Benetússer 39° 25′ 22″ N, 0° 23′ 50″ O / 39.422778°N,0.397222°O       | 2010       | Q16630060     | Setmana Santa · Vegeu més fotos d'aquest monument · Carregueu una nova foto d'aquest monument |
| Setmana Santa                                                           | Setmana Santa                | Xàtiva 38° 59′ 19″ N, 0° 31′ 09″ O / 38.988611°N,0.519167°O           | 2015       | Q23663297     | Carregueu una nova foto d'aquest monument                                                     |
| Ofrena al riu Túria                                                     | 11 de juliol, cada cinc anys | Riba-roja de Túria 39° 32′ 51″ N, 0° 34′ 06″ O / 39.5475°N,0.568333°O | 2010       | Q23663307     | Carregueu una nova foto d'aquest monument                                                     |
| Cant de la Carxofa                                                      | 8 i 9 de setembre            | Alaquàs 39° 27′ 30″ N, 0° 27′ 46″ O / 39.458333°N,0.462778°O          | 2010       | Q23663308     | Carregueu una nova foto d'aquest monument                                                     |
| Cordà en honor del Crist de la Bona Mort                                | 8 de setembre                | Alaquàs 39° 27′ 30″ N, 0° 27′ 46″ O / 39.458333°N,0.462778°O          | 2015       | Q23663309     | Carregueu una nova foto d'aquest monument                                                     |
| Mostra Internacional de Pallassos i Pallasses de Xirivella de Xirivella | Primera quinzena de novembre | Xirivella 39° 27′ 56″ N, 0° 25′ 36″ O / 39.465556°N,0.426667°O        | 2014       | Q23663312     | Carregueu una nova foto d'aquest monument                                                     |
| Festes de la Puríssima                                                  | Principi de desembre         | Ontinyent 38° 49′ 20″ N, 0° 36′ 26″ O / 38.822222°N,0.607222°O        | 2016       | Q28845818     | Carregueu una nova foto d'aquest monument                                                     |

## Festes d'interés turístic local
| Nom                                                                                    | Data                                                | Localització                                                                  | Declaració | Identificador | Imatge |
| -------------------------------------------------------------------------------------- | --------------------------------------------------- | ----------------------------------------------------------------------------- | ---------- | ------------- | --- |
| Cavalcada de ses Majestats els Reis d'Orient i l'arribada de l'herald de ses Majestats | 5 de gener                                          | Onil 38° 37′ 46″ N, 0° 40′ 26″ O / 38.629444°N,0.673889°O                     | 2011       | Q23663317     | Carregueu una nova foto d'aquest monument                                                                                  |
| Festes de Nadal i Reis                                                                 | 5 i 6 de gener                                      | Las Virtudes (Villena) 38° 37′ 00″ N, 0° 56′ 00″ O / 38.616667°N,0.933333°O   | 2007       | Q23663318     | Carregueu una nova foto d'aquest monument                                                                                  |
| Sant Antoni                                                                            | Mitjan gener                                        | Borriol 40° 02′ 32″ N, 0° 04′ 17″ O / 40.042222°N,0.071389°O                  | 2010       | Q23663315     | Carregueu una nova foto d'aquest monument                                                                                  |
| Festa i romeria de Sant Antoni Abat                                                    | Del 13 al 22 de gener                               | Betxí 39° 55′ 44″ N, 0° 11′ 51″ O / 39.928889°N,0.1975°O                      | 2009       | Q23663320     | Carregueu una nova foto d'aquest monument                                                                                  |
| Porrat de Sant Antoni                                                                  | 17 de gener                                         | Benirredrà 38° 57′ 42″ N, 0° 11′ 33″ O / 38.961667°N,0.1925°O                 | 2010       | Q23663321     | Carregueu una nova foto d'aquest monument                                                                                  |
| Sant Antoni del Porquet                                                                | Setmana següent al 17 de gener                      | La Font d'en Carròs 38° 55′ 00″ N, 0° 10′ 12″ O / 38.916667°N,0.17°O          | 2008       | Q23663322     | Carregueu una nova foto d'aquest monument                                                                                  |
| Fira i porrat de Sant Antoni                                                           | Setmana següent al 17 de gener                      | Benissa 38° 42′ 55″ N, 0° 03′ 00″ E / 38.715278°N,0.05°E                      | 2001       | Q23663323     | Carregueu una nova foto d'aquest monument                                                                                  |
| La Reserva                                                                             | Cap de setmana més proper al 14 de febrer           | Quesa 39° 07′ 11″ N, 0° 44′ 25″ O / 39.119722°N,0.740278°O                    | 2012       | Q23663324     | Carregueu una nova foto d'aquest monument                                                                                  |
| Porrat de Sant Macià                                                                   | Darrer cap de setmana de febrer                     | Ròtova 38° 55′ 57″ N, 0° 15′ 29″ O / 38.9325°N,0.258056°O                     | 2009       | Q23663325     | Carregueu una nova foto d'aquest monument                                                                                  |
| Falles                                                                                 | Del 15 al 19 de març                                | Cullera 39° 09′ 58″ N, 0° 15′ 10″ O / 39.166111°N,0.252778°O                  | 2008       | Q23663326     | Falles · Vegeu més fotos d'aquest monument · Carregueu una nova foto d'aquest monument                                     |
| Falles                                                                                 | Del 15 al 19 de març                                | Tavernes de la Valldigna 39° 04′ 20″ N, 0° 15′ 57″ O / 39.072222°N,0.265833°O | 2008       | Q23663327     | Carregueu una nova foto d'aquest monument                                                                                  |
| Falles                                                                                 | Del 15 al 19 de març                                | Sueca 39° 12′ 09″ N, 0° 18′ 40″ O / 39.2025°N,0.311111°O                      | 2009       | Q23663328     | Carregueu una nova foto d'aquest monument                                                                                  |
| Setmana Santa de l'Almoradí                                                            | Setmana Santa                                       | Almoradí 38° 06′ 35″ N, 0° 47′ 22″ O / 38.109722°N,0.789444°O                 | 2009       | Q23663329     | Carregueu una nova foto d'aquest monument                                                                                  |
| Agullent                                                                               | Cap de setmana de Pasqua                            | Agullent 38° 49′ 17″ N, 0° 32′ 56″ O / 38.821389°N,0.548889°O                 | 2012       | Q23663331     | Carregueu una nova foto d'aquest monument                                                                                  |
| Sant Vicent                                                                            | Dilluns següent al Dilluns de Pasqua                | Nules 39° 51′ 09″ N, 0° 09′ 02″ O / 39.8525°N,0.150556°O                      | 2010       | Q23663333     | Carregueu una nova foto d'aquest monument                                                                                  |
| Festa de San Francesc de Paula                                                         | Divendres i diumenge de la segona setmana de Pasqua | Viver 39° 55′ 17″ N, 0° 35′ 50″ O / 39.921389°N,0.597222°O                    | 2011       | Q23663334     | Carregueu una nova foto d'aquest monument                                                                                  |
| Festival Internacional de Teatre al Carrer                                             | Abril-maig                                          | Vila-real 39° 56′ 16″ N, 0° 06′ 05″ O / 39.937778°N,0.101389°O                | 2007       | Q23663335     | Festival Internacional de Teatre al Carrer · Vegeu més fotos d'aquest monument · Carregueu una nova foto d'aquest monument |
| Moros i Cristians                                                                      | Darrer cap de setmana d'abril                       | Lludient 40° 05′ 13″ N, 0° 22′ 18″ O / 40.086944°N,0.371667°O                 | 2009       | Q23663336     | Carregueu una nova foto d'aquest monument                                                                                  |
| Maderada de Cofrents                                                                   | Maig                                                | Cofrents 39° 13′ 47″ N, 1° 03′ 41″ O / 39.229722°N,1.061389°O                 | 2014       | Q23663337     | Carregueu una nova foto d'aquest monument                                                                                  |
| Festa del Xop                                                                          | Segon i quart cap de setmana de maig                | El Palomar 38° 51′ 13″ N, 0° 30′ 10″ O / 38.853611°N,0.502778°O               | 2009       | Q23663342     | Festa del Xop · Vegeu més fotos d'aquest monument · Carregueu una nova foto d'aquest monument                              |
| La Passejà de Sant Onofre                                                              | 9 de juny                                           | Quart de Poblet 39° 29′ 00″ N, 0° 26′ 34″ O / 39.483333°N,0.442778°O          | 2007       | Q23663347     | Carregueu una nova foto d'aquest monument                                                                                  |
| Processons Eucarístiques                                                               | Dijous següent al Corpus                            | Nules 39° 51′ 09″ N, 0° 09′ 02″ O / 39.8525°N,0.150556°O                      | 2009       | Q23663351     | Carregueu una nova foto d'aquest monument                                                                                  |
| Nit dels Focs de Sant Joan                                                             | 23 de juny                                          | Xàbia 38° 47′ 21″ N, 0° 09′ 47″ E / 38.789167°N,0.163056°E                    | 2012       | Q23663353     | Carregueu una nova foto d'aquest monument                                                                                  |
| Fira Gastronòmica i Artesanal                                                          | Primera quinzena de juliol                          | Tàrbena 38° 41′ 42″ N, 0° 06′ 03″ O / 38.695°N,0.100833°O                     | 2015       | Q23663354     | Carregueu una nova foto d'aquest monument                                                                                  |
| Entrà de les Vaques                                                                    | Del 21 al 25 de juliol                              | Tibi 38° 31′ 51″ N, 0° 34′ 39″ O / 38.530833°N,0.5775°O                       | 2011       | Q23663356     | Carregueu una nova foto d'aquest monument                                                                                  |
| Fira i Festes de Moros i Cristians                                                     | Darrera setmana de juliol                           | Almoradí 38° 06′ 35″ N, 0° 47′ 22″ O / 38.109722°N,0.789444°O                 | 2010       | Q23663361     | Carregueu una nova foto d'aquest monument                                                                                  |
| Baixà del Crist de les Necessitats                                                     | Primera setmana d'agost                             | Aldaia 39° 27′ 53″ N, 0° 27′ 39″ O / 39.464722°N,0.460833°O                   | 2010       | Q23663366     | Carregueu una nova foto d'aquest monument                                                                                  |
| Festa en honor del Santíssim Crist                                                     | 6 d'agost                                           | Silla 39° 21′ 42″ N, 0° 24′ 37″ O / 39.361667°N,0.410278°O                    | 2011       | Q23663368     | Carregueu una nova foto d'aquest monument                                                                                  |
| La Baixà de Sant Roc                                                                   | 15 i 16 d'agost                                     | Serra 39° 41′ 08″ N, 0° 25′ 43″ O / 39.685556°N,0.428611°O                    | 2012       | Q23663372     | Carregueu una nova foto d'aquest monument                                                                                  |
| Festa de la Pujà i la Rodà de Sant Roc                                                 | 16 d'agost                                          | Burjassot 39° 30′ 33″ N, 0° 24′ 39″ O / 39.509167°N,0.410833°O                | 2014       | Q23663377     | Carregueu una nova foto d'aquest monument                                                                                  |
| La Dansà                                                                               | Primera setmana de setembre                         | La Font de la Figuera 38° 48′ 20″ N, 0° 52′ 46″ O / 38.805556°N,0.879444°O    | 2012       | Q23663382     | Carregueu una nova foto d'aquest monument                                                                                  |
| Nit de les fogueretes                                                                  | 3 de setembre                                       | Agullent 38° 49′ 17″ N, 0° 32′ 56″ O / 38.821389°N,0.548889°O                 | 2010       | Q23663386     | Nit de les fogueretes · Vegeu més fotos d'aquest monument · Carregueu una nova foto d'aquest monument                      |
| La Traca Quilomètrica                                                                  | 8 de setembre                                       | L'Alcúdia 39° 11′ 45″ N, 0° 30′ 26″ O / 39.195833°N,0.507222°O                | 2012       | Q23663390     | Carregueu una nova foto d'aquest monument                                                                                  |
| Septenari de la Mare de Déu de Santerón                                                | Del 16 al 26 de setembre, cada 7 anys (proper 2019) | Vallanca 40° 03′ 46″ N, 1° 20′ 21″ O / 40.062778°N,1.339167°O                 | 2010       | Q6111484      | Septenari de la Mare de Déu de Santerón · Vegeu més fotos d'aquest monument · Carregueu una nova foto d'aquest monument    |
| Processó del Santíssim Crist de la Bona Mort                                           | Tercer cap de setmana de setembre                   | Bellús 38° 56′ 43″ N, 0° 29′ 14″ O / 38.945278°N,0.487222°O                   | 2014       | Q23663391     | Carregueu una nova foto d'aquest monument                                                                                  |
| Moros i Cristians                                                                      | Primer cap de setmana d'octubre                     | Alzira 39° 09′ 00″ N, 0° 26′ 06″ O / 39.15°N,0.435°O                          | 2016       | Q28076542     | Carregueu una nova foto d'aquest monument                                                                                  |
| Ral·li Humorístic                                                                      | Octubre                                             | Carcaixent 39° 07′ 00″ N, 0° 26′ 00″ O / 39.116667°N,0.433333°O               | 2011       | Q23663394     | Carregueu una nova foto d'aquest monument                                                                                  |
| Desfilada de Carrosses                                                                 | Dissabte següent al 12 d'octubre                    | Pilar de la Foradada 37° 52′ 03″ N, 0° 47′ 33″ O / 37.8675°N,0.7925°O         | 2011       | Q23663397     | Desfilada de Carrosses · Vegeu més fotos d'aquest monument · Carregueu una nova foto d'aquest monument                     |
| Presentacions falleres                                                                 | Novembre-febrer                                     | Carcaixent 39° 07′ 00″ N, 0° 26′ 00″ O / 39.116667°N,0.433333°O               | 2012       | Q23663450     | Carregueu una nova foto d'aquest monument                                                                                  |
| Fira Valenciana de la Mel                                                              | Segon cap de setmana de novembre                    | Montroi 39° 20′ 22″ N, 0° 36′ 50″ O / 39.339444°N,0.613889°O                  | 20007      | Q23663529     | Carregueu una nova foto d'aquest monument                                                                                  |